# Новый неоклассический синтез
Новый неоклассический синтез (new neoclassical synthesis), новый синтез (new neoclassical synthesis), новый консенсус (new consensus), новокейнсианские динамические стохастические модели общего равновесия (New Keynesian DSGE models) — экономическая теория, которая была создана в 1997 году и оставалась популярной до середины 2010-х и пыталась объединить новую классическую макроэкономику и новое кейнсианство в единую теорию. Новый неоклассический синтез утратил популярность после рецессии 2008 года.

## Новая классическая макроэкономика Р. Лукаса
Новая классическая школа возникла в 1970-х годах как реакция на провал кейнсианской экономики в объяснении стагфляции. Новая классическая и монетаристская критика, возглавляемая Робертом Лукасом-младшим и Милтоном Фридманом, соответственно, заставила пересмотреть кейнсианскую экономику. В частности, критика Лукаса ставит под сомнение кейнсианскую модель. Это укрепило аргумент в пользу того, что макромодели основаны на микроэкономике. После 1970-х годов и очевидного провала кейнсианской экономики Новая классическая школа на некоторое время стала доминирующей школой макроэкономики.

## Новое кейнсианство
Новое кейнсианство — это школа макроэкономики, которая стремится обеспечить микроэкономические основы для кейнсианской экономики. Частично она возникло как ответ на критику кейнсианской макроэкономики со стороны приверженцев новой классической макроэкономики.

## Новый неоклассический синтез
«Новый неоклассический синтез» — это название статьи М. Гудфренда и Р. Кинга, опубликованной в 1997 году. В статье «Новый неоклассический синтез и роль денежно-кредитной политики» они выразили убеждение, что новая классическая макроэкономика и неокейнсианство движутся к новому синтезу.
Из новой классической экономики была заимствована методология, лежащая в основе теории реального делового цикла, а из новой кейнсианской экономики была взята номинальная жёсткость цен.

## Описание
Новый синтез пытается объединить сильные стороны конкурирующих подходов, которые ему предшествовали. Из новых классических моделей новый синтез заимствует множество инструментов моделирования, которые проливают свет на то, как домохозяйства и фирмы принимают решения с течением времени. Из новых кейнсианских моделей он берёт жёсткость цен и использует её для объяснения того, почему денежно-кредитная политика влияет на занятость и производство в краткосрочной перспективе. Наиболее распространенный подход состоит в том, чтобы предположить наличие монополистически конкурентных фирм (фирм, обладающих рыночной властью, но конкурирующих с другими фирмами), которые меняют цены лишь время от времени.
В рамках ННС разрабатываются модели, которые включают в себя элементы как из микро-, так и из макроэкономики. Одной из знаменитых моделей является модель DSGE (динамическая стохастическая модель общего равновесия), которая используется для анализа экономических стратегий государств и для прогнозирования.

## Кризис 2007—2008 годов, рецессия и утрата консенсуса
Финансовый кризис 2007—2008 годов и последовавшая «Великая рецессия» бросили вызов макроэкономической науке. Кризис был предсказан немногими, и даже спустя некоторое время возникали разногласия относительно того, как лучше преодолеть его последствия. Новый синтез утратил статус консенсуса, так как экономисты не могли договориться об оптимальных мерах экономической политики. Новый синтез появился в эпоху снижения циклических колебаний и не был испытан в условиях сурового спада. Многие экономисты сошлись во мнении, что кризис стал следствием спекулятивного пузыря, однако ни одна из макроэкономических школ до того не уделяла внимание финансовой теории в целом, не говоря об изучении пузырей. Неспособность макроэкономики отвечать на вызовы времени заставила многих учёных пересмотреть свои профессиональные взгляды. Комментаторы осмеивали экономический мейнстрим и призывали к масштабной переоценке теорий.
Роберт Солоу, свидетельствуя перед Конгрессом США, говорил что DSGE-модели бесполезны при организации экономической политики, так как «непригодность» этой политики является одним из допущений в этих моделях. Он также критиковали данный класс моделей за то, что исследуемый в них репрезентативный агент призван отражать целый спектр неоднородных агентов реального мира. Роберт Л. Гордон критиковал существенную долю макроэкономических статей, выпущенных после 1978 года. Он призывал возобновить изучение неравновесных рыночных исходов с точки зрения теории и моделирования. Он порицал и новых классиков, и новых кейнсианцев, которые согласились с гипотезой о равновесии рынков. По мнению Гордона, необходимо было вновь создавать модели, которые одновременно включали бы равновесие на некоторых рынках и жёсткие цены на другие товары. Критикуя DSGE-модели, Рикардо Кабальеро всё же отмечает прогресс в современных финансовых исследованиях. Несмотря на неудачи макроэкономической науки в предсказании кризиса, пишет Кабальеро, она подлежит не перелому, но «возвращению в исходное состояние».